# Hugh Wheeler
Pour les articles homonymes, voir Wheeler.
Œuvres principales
- Voyages avec ma tante (1972)
- A Little Night Music (1973)

- Candide (1974)
- Sweeney Todd: The Demon Barber of Fleet Street  (1979)

Hugh Wheeler  est un romancier, scénariste et librettiste britannique né le 19 mars 1912 à Hampstead (North London) et mort le 26 juillet 1987 à Monterey (Massachusetts).
Il a également publié de nombreux romans avec le romancier américain Richard Wilson Webb (1901-1965) sous les pseudonymes Patrick Quentin, Q. Patrick et Jonathan Stagge.

## Œuvre
Pour les œuvres signées Patrick Quentin, Q. Patrick et Jonathan Stagge, voir l'article détaillé.

### Romans
- 1951 : The Crippled Muse

### Théâtre
- 1961 : Big Fish, Little Fish (en)
- 1961 : Look, We've Come Through
- 1966 : We Have Always Lived in the Castle d'après le roman éponyme de Shirley Jackson

Comédies musicales
- 1973 : A Little Night Music, musique de Stephen Sondheim
- 1973 : Irene (en), musique de Harry Tierney - nouveau livret avec  Joseph Stein (en)
- 1974 : Candide, musique de Leonard Bernstein - nouveau livret
- 1975 : Truckload, musique de Louis St. Louis (en)
- 1976 : Pacific Overtures, musique de Stephen Sondheim
- 1979 : Sweeney Todd: The Demon Barber of Fleet Street, musique de Stephen Sondheim
- 1982 : The Little Prince and the Aviator (en), d'après le roman de Saint-Exupéry, musique de John Barry
- 1989 : Meet Me in St. Louis (en), d'après le film homonyme, musique de Hugh Martin (en) et Ralph Blane (en)

### Cinéma/Télévision
- 1962 : Le Couteau dans la plaie (Five Miles to Midnight) d'Anatole Litvak
- 1970 : Something for Everyone (en) de Harold Prince
- 1971 : Big Fish, Little Fish de Daniel Petrie (téléfilm) d'après sa pièce
- 1972 : Voyages avec ma tante (Travels with My Aunt) de George Cukor, en collaboration avec Jay Presson Allen
- 1972 : Cabaret[1] de Bob Fosse
- 1977 : A Little Night Music de Harold Prince d'après la comédie musicale
- 1980 : Nijinski de Herbert Ross

## Distinctions

### Récompenses
- Drama Desk Awards 1973 : Meilleur livret d'une comédie musicale pour A Little Night Music
- Tony Awards 1973 : Meilleur livret d'une comédie musicale pour A Little Night Music

- Drama Desk Awards 1974 : Meilleur livret d'une comédie musicale pour Candide
- Tony Awards 1974 : Meilleur livret d'une comédie musicale pour Candide

- Drama Desk Awards 1979 : Meilleur livret d'une comédie musicale pour Sweeney Todd: The Demon Barber of Fleet Street
- Tony Awards 1979 : Meilleur livret d'une comédie musicale pour Sweeney Todd: The Demon Barber of Fleet Street

### Nominations
- Edgar Allan Poe Awards 1973 : Meilleur scénario pour Voyages avec ma tante, partagé avec Jay Presson Allen
- Writers Guild of America Awards 1973 : Meilleure adaptation d'une comédie pour Voyages avec ma tante, partagé avec Jay Presson Allen[2]